# 1876 w literaturze
Wydarzenia literackie w 1876 roku.

## Nowa proza
- polskojęzyczna
  - Józef Ignacy Kraszewski – Stara baśń[1]
  - Bolesław Prus – Sieroca dola[1]
- Teresa Jadwiga – Chwile rozrywki[1]
- obcojęzyczna
  - Louisa May Alcott – Rozkwitła róża (ang. Rose in bloom)[2]
  - Mark Twain – Przygody Tomka Sawyera (ang. The Adventures of Tom Sawyer)
  - Juliusz Verne – Michał Strogow (fr. Michel Strogoff)
- tłumaczenia na język polski
  - Louisa May Alcott – Dobre żony, przeł. Zofia Grabowska
  - Louisa May Alcott – Małe kobietki (ang. Little Women; pol. wyd. ukazywało się od 1875)[1], przeł. Zofia Grabowska

## Nowe dramaty
- polskojęzyczne
- obcojęzyczne
  - Henrik Ibsen – Peer Gynt
  - Emma Lazarus – The Spagnoletto

## Nowe poezje
- polskojęzyczne
- obcojęzyczne
  - Stéphane Mallarmé – Popołudnie fauna (fr. L'Après-midi d'un faune)

## Urodzili się
- 9 stycznia – Adolf Nowaczyński, polski pisarz, dramaturg, satyryk, poeta, publicysta, eseista, krytyk (zm. 1944)
- 12 stycznia – Jack London, amerykański pisarz (zm. 1916)
- 19 stycznia – Milan Begović, chorwacki pisarz (zm. 1948)
- 25 stycznia
  - Herbert Eulenberg, niemiecki poeta i pisarz (zm. 1949)
  - William Ellery Leonard, amerykański filolog literaturoznawca, dramaturg, poeta i tłumacz (zm. 1944)
- 22 lutego – Gertrude Bonnin, indiańska pisarka, poetka, kompozytorka (ur. 1938)
- 25 marca – Jakub Mortkowicz, polski księgarz i wydawca (zm. 1931)
- 31 marca – Borisav Stanković, serbski pisarz (zm. 1927)
- 9 maja – Ernst Hardt, niemiecki pisarz, tłumacz i inspicjent (zm. 1947)
- 10 maja – Ivan Cankar, słoweński pisarz (zm. 1918)
- 1 lipca – Susan Glaspell, amerykańska dziennikarka, prozaiczka, dramatopisarka (zm. 1948)
- 12 lipca – Max Jacob, francuski poeta, malarz, pisarz i krytyk pochodzenia żydowskiego, kubista i dadaista (zm. 1944)
- 17 lipca – Aleksander Majkowski, kaszubski pisarz (zm. 1938)
- 24 lipca – Jean Webster, amerykańska pisarka (zm. 1916)
- 25 lipca – Maria Komornicka, polska pisarka młodopolska, tłumaczka i krytyczka literacka (zm. 949)
- 17 sierpnia – Theodor Däubler, austriacki poeta i prozaik (zm. 1934)
- 13 września – Sherwood Anderson, amerykański pisarz (zm. 1941)
- 31 października – Natalie Clifford Barney, amerykańska poetka, pamiętnikarka i autorka epigramatów (zm. 1972)
- 15 listopada – Anna de Noailles, francuska pisarka i poetka (zm. 1933)
- 21 listopada – Olav Duun, norweski pisarz (zm. 1939)
- 18 grudnia – Maria Estreicherówna, polska tłumaczka poezji angielskiej (zm. 1966)
- 22 grudnia
  - Filippo Tommaso Marinetti, włoski ideolog, poeta, wydawca, jeden z twórców futuryzmu (zm. 1944)
  - Thomas Mofolo, afrykański pisarz, tworzący w języku sotho (zm. 1948)
- 25 grudnia – Belulah Marie Dix, amerykańska dramatopisarka i scenarzystka (zm. 1970)

## Zmarli
- 25 lutego – Seweryn Goszczyński, polski poeta i działacz niepodległościowy (ur. 1801)
- 1 czerwca – Christo Botew, bułgarski poeta (ur. 1848)
- 8 czerwca – George Sand, francuska pisarka, wielka miłość Fryderyka Chopina (ur. 1804)
- 15 lipca – Aleksander Fredro, polski komediopisarz, pamiętnikarz i poeta (ur. 1793)